# Drassyllus gynosaphes
Drassyllus gynosaphes är en spindelart som beskrevs av Chamberlin 1936. Drassyllus gynosaphes ingår i släktet Drassyllus och familjen plattbuksspindlar. Inga underarter finns listade i Catalogue of Life.